# Ataenius spinipennis
Ataenius spinipennis är en skalbaggsart som beskrevs av Lea 1923. Ataenius spinipennis ingår i släktet Ataenius och familjen Aphodiidae. Inga underarter finns listade.